# Sân vận động Cape Town
Sân vận động Cape Town (tiếng Anh: Cape Town Stadium; tiếng Afrikaans: Kaapstad-stadion; tiếng Xhosa: Inkundla yezemidlalo yaseKapa) là một sân vận động bóng đá và rugby union ở Cape Town, Cộng hòa Nam Phi. Sân được xây dựng cho Giải vô địch bóng đá thế giới 2010. Trong quá trình lên kế hoạch, sân được gọi là Sân vận động Green Point, được đặt theo tên của sân vận động cũ tọa lạc trên chính nơi này, và tên gọi này cũng được sử dụng thường xuyên trong quá trình đưa tin về World Cup 2010. Đây là sân nhà của các câu lạc bộ Giải bóng đá Ngoại hạng Nam Phi Cape Town Spurs (từ năm 2010) và Cape Town City (từ năm 2016). Sân cũng tổ chức giải bóng bầu dục South Africa Sevens kể từ năm 2015.
Sân nằm ở Green Point, giữa Đồi Signal và Đại Tây Dương, gần trung tâm thành phố Cape Town và Victoria & Alfred Waterfront, một địa điểm du lịch và mua sắm nổi tiếng. Sân vận động này có sức chứa 64.100 chỗ ngồi trong thời gian diễn ra World Cup 2010, sau đó giảm xuống còn 58.309 người. Sân vận động được kết nối với bờ sông bằng một con đường mới, Đại lộ Granger Bay.

## Giải vô địch bóng đá thế giới 2010
Trong World Cup, sân vận động này sẽ tổ chức 5 trận vòng một, 1 trận ở vòng hai, 1 trận tứ kết và 1 trận bán kết.

### Các trận đấu
| Ngày | Giờ (UTC+2) | Đội #1      | Kết quả | Đội #2            | Vòng     | Khán giả |
| ---- | ----------- | ----------- | ------- | ----------------- | -------- | -------- |
| 11/6 | 20.30       | Uruguay     | 0-0     | Pháp              | Bảng A   | 64,000   |
| 14/6 | 20.30       | Ý           | vs      | Paraguay          | Bảng F   | –        |
| 18/6 | 20.30       | Anh         | vs      | Algérie           | Bảng C   | –        |
| 21/6 | 13.30       | Bồ Đào Nha  | vs      | CHDCND Triều Tiên | Bảng G   | –        |
| 24/6 | 20.30       | Cameroon    | vs      | Hà Lan            | Bảng E   | –        |
| 29/6 | 20.30       | Tây Ban Nha | 1-0     | Bồ Đào Nha        | Vòng 1/8 | 62.955   |
| 3/7  | 16.00       | Đức         | 4-0     | Argentina         | Tứ kết   | 64.100   |
| 6/7  | 20.30       | Hà Lan      | 3-2     | Uruguay           | Bán kết  | 62.479   |